# Wind Mountain
Wind Mountain är ett berg i Kanada.   Det ligger i provinsen Alberta, i den centrala delen av landet, 3 000 km väster om huvudstaden Ottawa. Toppen på Wind Mountain är 3 063 meter över havet, eller 217 meter över den omgivande terrängen. Bredden vid basen är 0,99 km.
Terrängen runt Wind Mountain är huvudsakligen bergig, men åt nordost är den kuperad. Trakten runt Wind Mountain är nära nog obefolkad, med mindre än två invånare per kvadratkilometer.. Närmaste större samhälle är Canmore, 16,1 km nordväst om Wind Mountain.
I omgivningarna runt Wind Mountain växer i huvudsak barrskog.